# Меньшиков, Олег Евгеньевич
Оле́г Евге́ньевич Ме́ньшиков (род. 8 ноября 1960, Серпухов, Московская область, РСФСР, СССР) — советский и российский актёр театра и кино, театральный режиссёр и педагог, народный артист Российской Федерации (2003). Лауреат трёх Государственных премий РФ (1995, 1997, 1999).
Художественный руководитель Московского драматического театра имени М. Н. Ермоловой с 2012 года, директор Московского драматического театра имени М. Н. Ермоловой (2012—2021).

## Биография
Родился 8 ноября 1960 года в городе Серпухове Московской области в семье военного инженера Евгения Яковлевича Меньшикова (8 января 1934 — 9 июля 2020) и врача-невролога Елены Иннокентьевны Меньшиковой (25 мая 1933—28 мая 2019).
После окончания общеобразовательной и музыкальной школ (1977 год) поступил в Высшее театральное училище имени М. С. Щепкина, на курс Владимира Монахова.
Дебют в кино состоялся в 1980 году в картине Сурена Шахбазяна «Жду и надеюсь». Затем последовали фильмы «Родня» Никиты Михалкова и «Полёты во сне и наяву» Романа Балаяна, где Олег Меньшиков обратил на себя внимание даже в эпизодических ролях.
Во время учёбы на последнем курсе Театрального училища был приглашён Михаилом Козаковым на роль Костика в картине «Покровские ворота». На экраны этот телефильм вышел в 1982 году, и именно эта роль принесла актёру популярность и любовь зрителей.
После роли Костика последовал ряд разноплановых ролей, в том числе в фильмах «Капитан Фракасс» (1984), «Володя большой, Володя маленький» (1985), «Мой любимый клоун» (1986), «Моонзунд» (1987). Роль в последнем фильме принесла актёру Серебряную медаль имени А. П. Довженко.
После окончания театрального училища в 1981 году поступил в Малый театр. Через год был призван в Советскую армию и проходил службу в Центральном академическом театре Советской армии. Одна из самых ярких ролей, сыгранных им в этом театре, — это роль Ганечки в спектакле по роману Фёдора Михайловича Достоевского «Идиот».
В 1985 году Меньшиков перешёл в труппу театра имени Ермоловой, где проработал до 1989 года. Наиболее заметными ролями здесь стали роли в спектаклях «Спортивные сцены 1981 года» и «Второй год свободы» (реж. Валерий Фокин).
За роль римского императора Калигулы в одноимённом спектакле Петра Фоменко, поставленном в 1990 году, получил премию и диплом Фестиваля «Московские сезоны».
Став свободным актёром, в 1991 году сыграл роль Сергея Есенина в спектакле «Когда она танцевала» Лондонского театра «Глобус» с Ванессой Редгрейв в роли Айседоры Дункан. В 1992 году был удостоен за эту роль премии Лоренса Оливье Британской Академии искусств. Затем там же актёр участвовал в спектакле по Н. В. Гоголю «Игроки» в роли Ихарева.
Следующей театральной ролью, также имевшей большой успех, стала роль великого русского танцовщика Вацлава Нижинского в спектакле «N» («Нижинский») (1993 год, антреприза «Богис»), где он также выступил и в качестве режиссёра. А годом позже он снова сыграл Есенина в спектакле «Когда она танцевала», но уже в постановке парижского театра Комеди Франсез на Елисейских полях.
Продолжая сниматься в кино и сыграв главную роль в фильме Александра Хвана «Дюба-дюба» (1992), Олег Меньшиков в 1994 году снялся в фильме Никиты Михалкова «Утомлённые солнцем». Роль в фильме-лауреате американской премии «Оскар» (1994) стала одной из самых ярких в творческой биографии актёра и принесла ему несколько премий.
Следующая роль — в фильме режиссёра Сергея Бодрова-старшего «Кавказский пленник» (1996) — была также отмечена наградами.
В 1998 году вновь снялся у Никиты Михалкова в фильме «Сибирский цирюльник», за работу в котором удостоился Государственной премии России.
В 1995 году организовал антрепризу «Театральное товарищество 814», где в качестве постановщика и актёра создал спектакли «Горе от ума» (1995 г.), «Кухня» (2000 г., по заказу Товарищества пьесу написал Максим Курочкин), «Игроки» (2001) и сыграл главную роль в спектакле Кирилла Серебренникова «Демон» (2003).
В 2001 году учредил премию для российских театральных критиков — «Лучший критик сезона» имени А. Кугеля, в жюри которой входят актёры и режиссёры Москвы, Петербурга, Воронежа.
Входил в постоянный состав независимого жюри премии в области литературы и искусства «Триумф».
В 2005 году состоялась свадьба с актрисой Анастасией Черновой. В этом же году вышла в свет картина , продолжившая творческое партнёрство Олега Меньшикова и Никиты Михалкова «Статский советник» повествовавшая о статском советнике Эрасте Фандорине .В начале этого же года выступил ведущим Новогоднего шоу — «Первая ночь с Олегом Меньшиковым».
В начале 2008 года поставил свой первый моноспектакль «1900» на сцене Театра имени Моссовета в рамках фестиваля «Черешневый лес». На этом же фестивале в 2011 году прошла презентация духового оркестра Олега Меньшикова (главный дирижёр — Денис Виноградов).
4 апреля 2012 года назначен художественным руководителем драматического Театра имени Ермоловой. В том же году появился в образе хоккейного тренера Анатолия Тарасова в фильме «Легенда № 17».
Исполнил роль полковника (во втором фильме — генерала) Валентина Лебедева, отца главной героини, в фантастических фильмах Фёдора Бондарчука «Притяжение» и «Вторжение».
Также снялся в фильмах «Гоголь. Начало», «Гоголь. Страшная месть» и в телесериале «Гоголь» в образе следователя Якова Петровича Гуро.
18 апреля 2018 года открыл собственный канал на YouTube, где стал выпускать шоу «ОМ» в формате интервью один-на-один. Однако в течение года вышло всего несколько выпусков, героями которых были Данила Козловский, Михаил Ефремов, Алла Пугачёва, Слава Полунин, Фёдор Конюхов и Виктор Сухоруков. 15 апреля 2019 года, в день 70-летия Аллы Пугачёвой, на «Первом канале» после программы «Время» было показано её интервью Олегу Меньшикову. В практике канала это был первый случай, когда в эфир вышла полная версия проекта, созданного для Интернета.
В 2018 году был доверенным лицом кандидата в мэры г. Москвы Сергея Собянина.
С 2018 года — профессор кафедры мастерства актёра, художественный руководитель мастерской на актёрском факультете ГИТИСа.
В августе 2021 года покинул должность директора театра имени М. Н. Ермоловой.
Играет на фортепиано, скрипке, гитаре.

## Семья и личная жизнь
Жена — Анастасия Чернова (род. 1983), актриса; официально брак зарегистрирован в 2005 году. Детей у пары нет.

## Театральные работы

### Роли в театре

#### Малый театр(1980)
- 1980 — «День рождения Терезы» Г. Мдивани — Хосе
- 1980 — «Заговор Фиеско в Генуе» Ф. Шиллера — эпизод

#### Центральный театр Советской армии(1981-1985)
- 1981 — «Часы без стрелок», по повести Б. Л. Рахманина. Режиссёры: Ю. И. Ерёмин, Н. Петрова — Васюков[16]
- 1981 — «Лес» А. Н. Островского. Режиссёр: В. Я. Мотыль — Алексей Буланов
- 1983 — «Идиот» по роману Ф. М. Достоевского. Режиссёр: Ю. И. Ерёмин — Ганя Иволгин[17][18]
- 1985 — «Рядовые» А. А. Дударева. Режиссёр: Ю. И. Ерёмин — Лёнька-«Одуванчик»[19][20]

#### Театр имени Моссовета(1990)
- 1990 — «Калигула» Альбера Камю. Режиссёр: П. Н. Фоменко — Калигула[21]

#### Театральное товарищество 814(1998-2008)
- 1998 — «Горе от ума» А. С. Грибоедова. Режиссёр: Олег Меньшиков — Чацкий[22][23]
- 2000 — «Кухня» М. А. Курочкина. Режиссёр: Олег Меньшиков — Гюнтер[24]
- 2002 — «Игроки» Н. В. Гоголя. Режиссёр: Олег Меньшиков — Утешительный[25]
- 2003 — «Демон» М. Ю. Лермонтова. Режиссёр: Кирилл Серебренников — Демон
- 2008 — «1900» моноспектакль по сценарию Алессандро Барикко. Режиссёры: О.Меньшиков и вся творческая группа «Театрального товарищества 814» — Трубач, друг Новеченто[26][27][28]

#### Московский драматический театр имени М. Н. Ермоловой
- 1985 — «Говори!», инсценировка А.Буравского по очеркам В. В. Овечкина «Районные будни». Режиссёр: В. В. Фокин — Секретарь
- 1986 — «Спортивные сцены 1981 года» Э. С. Радзинского. Режиссёр: В. В. Фокин — Серёжа[29]
- 1988 — «Второй год свободы» А. М. Буравского. Режиссёр: В. В. Фокин — Робеспьер[30][31]
- В конце 80-х - начале 90-х - «Прощай, Иуда» Режиссёр: Б. Хуссаковский - комиссар
- 2011 — «Оркестр мечты. Медь». Режиссёр: Олег Меньшиков
- 2011 — «Новогодний оркестр мечты». Режиссёр: Олег Меньшиков
- 2013 — «Портрет Дориана Грея» Оскара Уайльда. Режиссёр: А. С. Созонов — Лорд Генри Уоттон
- 2014 — «Из пустоты (8 поэтов)» на основе творчества поэтов Серебряного века. Режиссёры: Олег Меньшиков, Олеся Невмержицкая, Денис Азаров, Сергей Аронин, Алексей Размахов
- 2018 — «Макбет» Уильям Шекспир. Режиссёр: Олег Меньшиков — Макбет
- 2023 — «Комната Адлера» Анастасии Букреевой. Режиссёр: Лера Суркова — Адлер Пётр Алексеевич
- 2024 — «Сильва» Имре Кальман. Режиссёры: Василий Козарь, Василий Буткевич — Ферри

#### Прочие театральные проекты
- 1991 — «Когда она танцевала» Мартина Шермана. Режиссёр: Роберт Алан Акерман — Сергей Есенин (Театр «Глобус», Лондон). Премия Лоренса Оливье Британской Академии театральных искусств, — «за выдающееся исполнение роли второго плана», 1992[32]
- 1992 — «Игроки» Н. В. Гоголя. Режиссёр: Далия Ибелгауптайте — Ихарев (Театр «Трайсекл», Лондон)[33]
- 1993 — «N» / «Нижинский», по дневникам В. Нижинского, автор драматургической основы А. А. Бурыкин — Нижинский (Театральное агентство «БОГИС»)[34]
- 1994 — «Когда она танцевала» Мартина Шермана. Режиссёр: Патрис Кербра — Сергей Есенин (Театр Комедии на Елисейских Полях, Париж)[35]

### Режиссёрские работы в театре
- 1998 — «Горе от ума» Александра Грибоедова / «Театральное товарищество 814»[36]
- 2000 — «Кухня» Максима Курочкина / «Театральное товарищество 814»[37][38]
- 2001 — «Игроки» Н. В. Гоголя / «Театральное товарищество 814»
- 2008 — «1900», моноспектакль по сценарию Алессандро Барикко[39], реж. О. Меньшиков и др. / «Театральное товарищество О. Меньшикова»[40]
- 2011 — «Оркестр мечты. Медь» / Театр Ермоловой[41]
- 2016 — «Счастливчики» по пьесе «Extasy rave» Констанции Денниг в переводе и сценической редакции Валерия Печейкина / Театр Ермоловой[42]
- 2011 — «Новогодний оркестр мечты» / Театр Ермоловой
- 2014 — «Из пустоты (8 поэтов)», реж.: Олег Меньшиков, Олеся Невмержицкая, Денис Азаров, Сергей Аронин, Алексей Размахов / Театр Ермоловой
- 2018 — «Макбет» Уильяма Шекспира / Театр Ермоловой
- 2021 — «Оглянись во гневе» по пьесе Джона Осборна в сценической редакции Олега Меньшикова и Сергея Окунева / Театр Ермоловой

## Фильмография

### Роли в кино
- 1980 — Жду и надеюсь — Шурка Доминиани (Домок)
- 1981 — Родня — Кирилл
- 1982 — Покровские ворота — Костик Ромин
- 1983 — Полёты во сне и наяву — друг Алисы
- 1983 — Поцелуй — Мерзляков, поручик
- 1984 — Капитан Фракасс — барон де Сигоньяк (капитан Фракасс)
- 1984 — Полоса препятствий — Владимир Межиров
- 1985 — Володя большой, Володя маленький — Владимир Михалыч Салимович (Володя маленький), военный врач
- 1986 — Михайло Ломоносов — Дмитрий Виноградов
- 1986 — Мой любимый клоун — Сергей Дементьевич Синицын, клоун
- 1986 — По главной улице с оркестром — Корольков
- 1987 — Моонзунд — Сергей Николаевич Артеньев, старший лейтенант Балтийского флота
- 1988 — Эти… три верные карты… — молодой человек у входа в игровую комнату
- 1989 — Брызги шампанского — Сергей
- 1989 — Жизнь по лимиту — Алексей Рудаков
- 1989 — Лестница — Владимир Пирошников
- 1990 — Яма — Василий Васильевич Лихонин, адвокат
- 1992 — Дюба-дюба — Андрей Плетнёв
- 1994 — Утомлённые солнцем — Дмитрий Андреевич Арсентьев (Митя), сотрудник НКВД
- 1996 — Кавказский пленник — прапорщик Саня (Слай)
- 1998 — Сибирский цирюльник — Андрей Толстой / Эндрю Маккрекен
- 1999 — Восток-Запад — Алексей Головин
- 1999 — Мама — Лёнчик, сын Полины
- 2003 — Главный подозреваемый 6: «Последний свидетель» / Prime Suspect 6: The Last Witness — Милан Лукич
- 2005 — Доктор Живаго — Юрий Андреевич Живаго
- 2005 — Статский советник — Эраст Фандорин, статский советник
- 2006 — Золотой телёнок — Остап Бендер
- 2009 — Город Зеро 2 (не был завершен)
- 2010 — О чём говорят мужчины — камео
- 2010 — Утомлённые солнцем 2: Предстояние — Дмитрий Андреевич Арсентьев, полковник НКВД
- 2011 — Утомлённые солнцем 2: Цитадель — Дмитрий Андреевич Арсентьев, полковник НКВД
- 2011 — Утомлённые солнцем 2 (сериал) — Дмитрий Андреевич Арсентьев, полковник НКВД
- 2013 — Легенда № 17 — Анатолий Тарасов
- 2017 — Гоголь. Начало — следователь Яков Петрович Гуро
- 2017 — Притяжение — Валентин Юрьевич Лебедев, полковник
- 2018 — Гоголь. Страшная месть — следователь Яков Петрович Гуро
- 2019 — Гоголь — следователь Яков Петрович Гуро
- 2019 — Вторжение — Валентин Юрьевич Лебедев, генерал-лейтенант
- 2020 — Псих — Игорь, коллега Олега
- 2021 — Ваша честь — судья Михаил Романов
- 2024 — Прелесть — Леонид Максимович Морозов
- 2024 — Спойлер (не вышел на экраны) — Анатолий Губарев

### Озвучивание
- 1984 — Расставания — шофёр Вениамин Черепанов
- 1985 — Одиночное плавание — Данилов, матрос
- 1985 — Поезд вне расписания — Влад
- 1986 — Легенда о Сальери — Моцарт
- 1987 — Гардемарины, вперёд! — Александр Белов, гардемарин
- 1988 — Дорогая Елена Сергеевна — Володя
- 2011 — Я боюсь, что меня разлюбят. Андрей Миронов — голос за кадром

## Ведущий
В 2005 году выступил ведущим новогоднего шоу «Первая ночь с Олегом Меньшиковым» на «НТВ».

## Признания и награды
Государственные награды и премии:
- Государственная премия Российской Федерации 1995 года[2] — за роль в фильме «Утомлённые солнцем» (1994)
- Государственная премия Российской Федерации 1997 года[3] — за роль в фильме «Кавказский пленник» (1996)
- Государственная премия Российской Федерации 1999 года[4] — за роль в фильме «Сибирский цирюльник» (1999)
- Народный артист Российской Федерации (5 июня 2003) — за большие заслуги в области искусства[44][45]
- орден Почёта (8 ноября 2010) — за большой вклад в развитие отечественного кинематографического искусства и многолетнюю творческую деятельность[46]

Иностранные награды:
- Кавалер ордена Академических пальм (2003, Франция)

Премии и призы на фестивалях:
- Серебряная медаль имени А. П. Довженко — за роль в фильме «Моонзунд» (1987)
- «Зелёное яблоко — Золотой листок» — профессиональная премия за лучшую мужскую роль
- Приз Кинопрессы — лучшему актёру года
- Гран-при фестиваля «Кинотавр» за лучшую мужскую роль
- Профессиональная кинематографическая премия «Ника» (1997) — за лучшую мужскую роль («Кавказский пленник»)
- Приз за лучшую мужскую роль на международном кинофестивале «Балтийская жемчужина» (1997) — («Кавказский пленник»);
- Российская независимая премия «Триумф» (1996) — за выдающийся вклад в отечественную культуру
- Приз «Золотой Овен» по итогам года — «Универсальному актёру — лидеру кинематографического поколения» (1996)

Театральные и ведомственные награды:
- Премия и диплом Фестиваля «Московские сезоны» — за роль в спектакле «Калигула» (1990)
- Премия Лоренса Оливье за лучшую мужскую роль второго плана (1992) — за роль Сергея Есенина в спектакле «Когда она танцевала» (1991)
- Театральная премия «Хрустальная роза Виктора Розова» — за роль в спектакле «N» (1993)
- Ежегодная театральная премия «Московского комсомольца» за 2008 год в номинации «мэтры» — за театральный проект «Тысяча девятисотый»[47]
- Золотая медаль имени Льва Николаева (2015) — за существенный вклад в просвещение, популяризацию достижений науки и культуры

## Документальные фильмы и телепередачи
- «Олег Меньшиков. „В тени своей славы“» («Первый канал», 2010)[48]
- «Олег Меньшиков. „Пленник успеха“» («ТВ Центр», 2010)[49]
- «Олег Меньшиков. „Время, когда ты можешь всё!“» («Первый канал», 2015)[50][51]